# Kvarteret Ajax

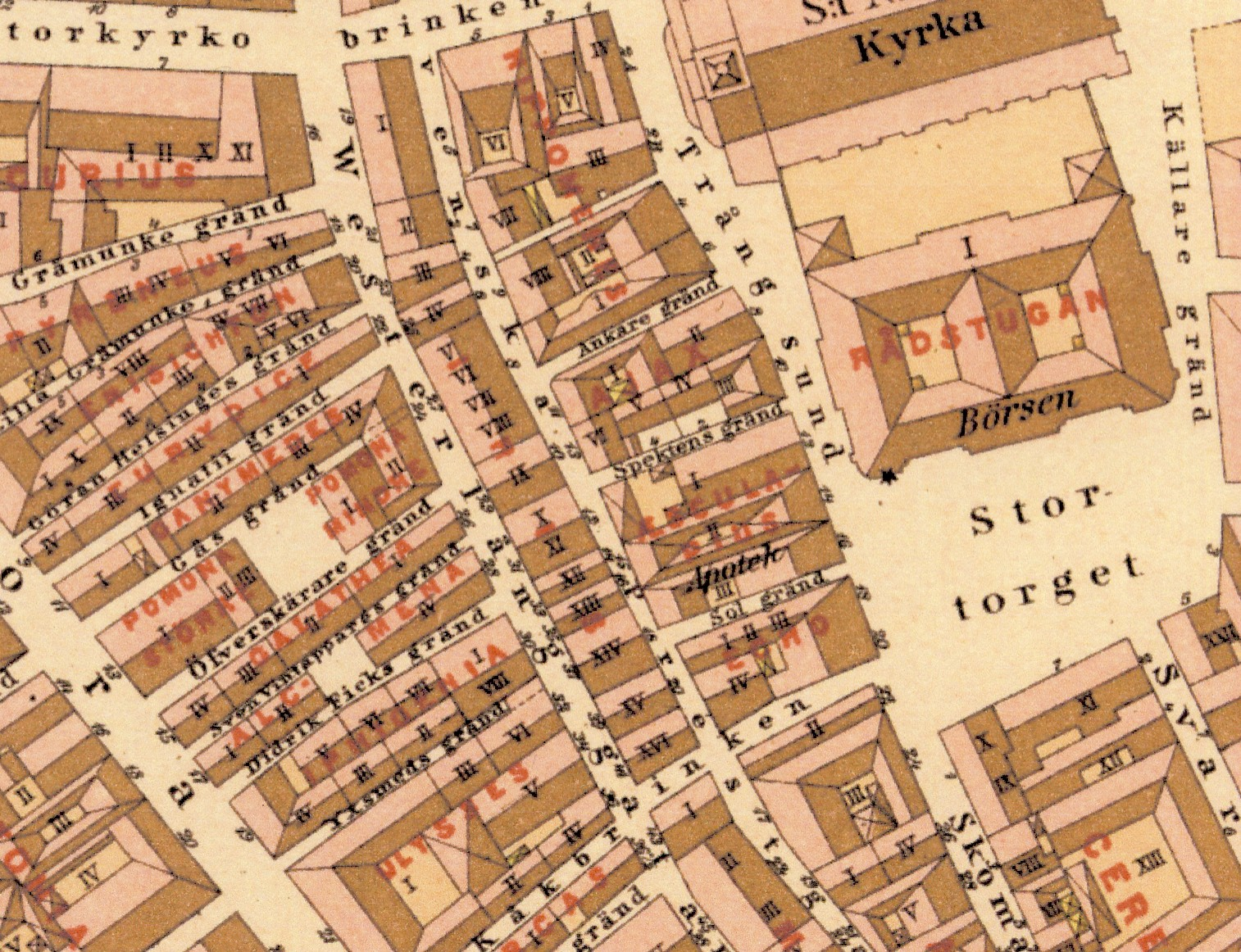
Lundgrens karta med kvarteret Ajax 1885.

Kvarteret Ajax är ett kvarter i Gamla stan i Stockholm. Kvarteret omges av Ankargränd i norr, Trångsund i öster, Prästgatan i väster och Spektens gränd i söder. Kvarteret består idag av fem fastigheter: Ajax 1 och Ajax 3−6. Mittemot kvarteret ligger gamla Börshuset.

## Namnet

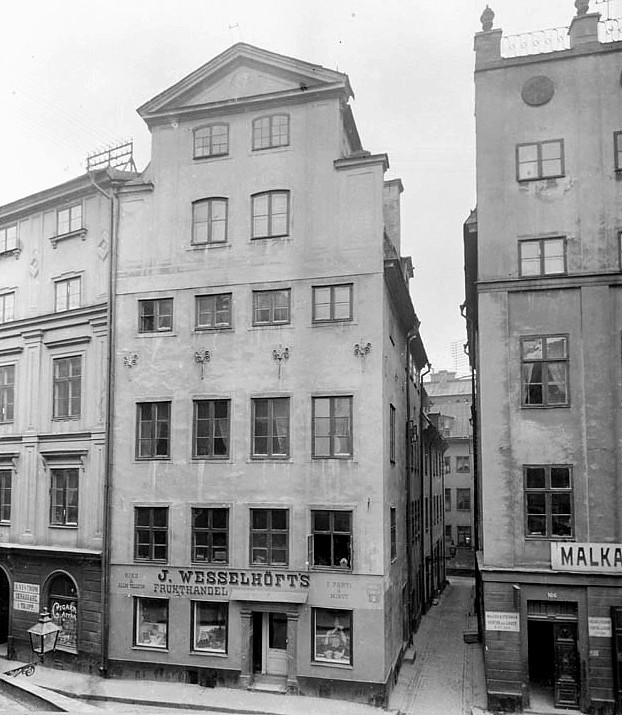
Frans Carrés hus, Trångsund 8.

Nästan samtliga kvartersnamn i Gamla stan tillkom under 1600-talets senare del och är uppkallade efter begrepp (främst gudar) ur den grekiska och romerska mytologin. ”Ajax” eller ”Aias” (grekiska Αἴας) var i den grekiska mytologin en av huvudhjältarna i Trojanska kriget.

## Kvarteret
Kvarteret fick sin nuvarande storlek 1675 då området mellan Solgränd och Ankargränd delades i två kvarter: kvarteret Ajax och kvarteret Æsculapius. Ett av de nybyggda husen i nuvarande Ajax 3 såldes 1685 till den tyskfödde handelsmannen Gert Specht. Efter honom och med svensk förvrängning av efternamnet uppkallades gränden Spektens gränd. På 1700-talet var handelsmannen Marcus Anckar ägaren till huset i hörnet Prästgatan / Ankargränd. Här drev han ett gårkök vid namn Ankaret, som gav gränden sitt namn. 
Huset Ajax 1 (Trångsund 8 / Ankargränd) kallas Frans Carrés hus efter handelsmannen Frans Carré (1714−1766). På 1750-talet lät han renovera huset. 1903 låg J. Wesselhöfts frukthandel i bottenvåningen, numera har Stockholms stadsmission en försäljningslokal där.
I huset Ajax 4 (Spektens gränd 2) med den lyktförsedda entrén hade Olga Raphael-Linden sin ateljé på 1960-talet. Här bildas en liten förgård som kom till 1901 då huset byggdes om och fasaden flyttades några meter inåt från gatulinjen.